# МКС-58
МКС-58 — п'ятдесят восьмий довготривалий екіпаж Міжнародної космічної станції. 
Спочатку було заплановано, що робота 58-ї експедиції триватиме з 21 жовтня 2018 року до весни 2019. Робота повинна була розпочатися з моменту відстиковки від станції корабля Союз МС-09, на якому повернуться троє членів експедиції-56/57 та тривати до моменту відстиковки корабля Союз МС-10 від МКС. Однак в результаті аварії 11 жовтня під час запуску корабля Союз МС-10, троє членів експедиції-58 здійснили аварійну посадку. Тому графік польотів та склад членів експедиції було змінено, тривалість роботи 57-ї експедиції продовжено. До складу 58-ї експедиції увійшли тільки космонавти корабля «Союз МС-11», згодом вони продовили роботу на борту МКС у складі експедиції-59.

## Екіпаж
З 20 грудня 2018 до 15 березня 2019 протягом усієї експедиції у складі троє космонавтів. Це перший випадок, коли експедиція складається з трьох осіб.
|               | Тривалість роботи (20 грудня 2018 — 15 березня 2019) |                                             |
| ------------- | ---------------------------------------------------- | ------------------------------------------- |
| Командир      | Олег Кононенко (4), /Роскосмос (Союз МС-11)          | Олег Кононенко (4), /Роскосмос (Союз МС-11) |
| Бортінженер-1 | Давид Сен-Жак (1), /КАА (Союз МС-11)                 | Давид Сен-Жак (1), /КАА (Союз МС-11)        |
| Бортінженер-2 | Енн Макклейн (1), /НАСА (Союз МС-11)                 | Енн Макклейн (1), /НАСА (Союз МС-11)        |

## Етапи місії

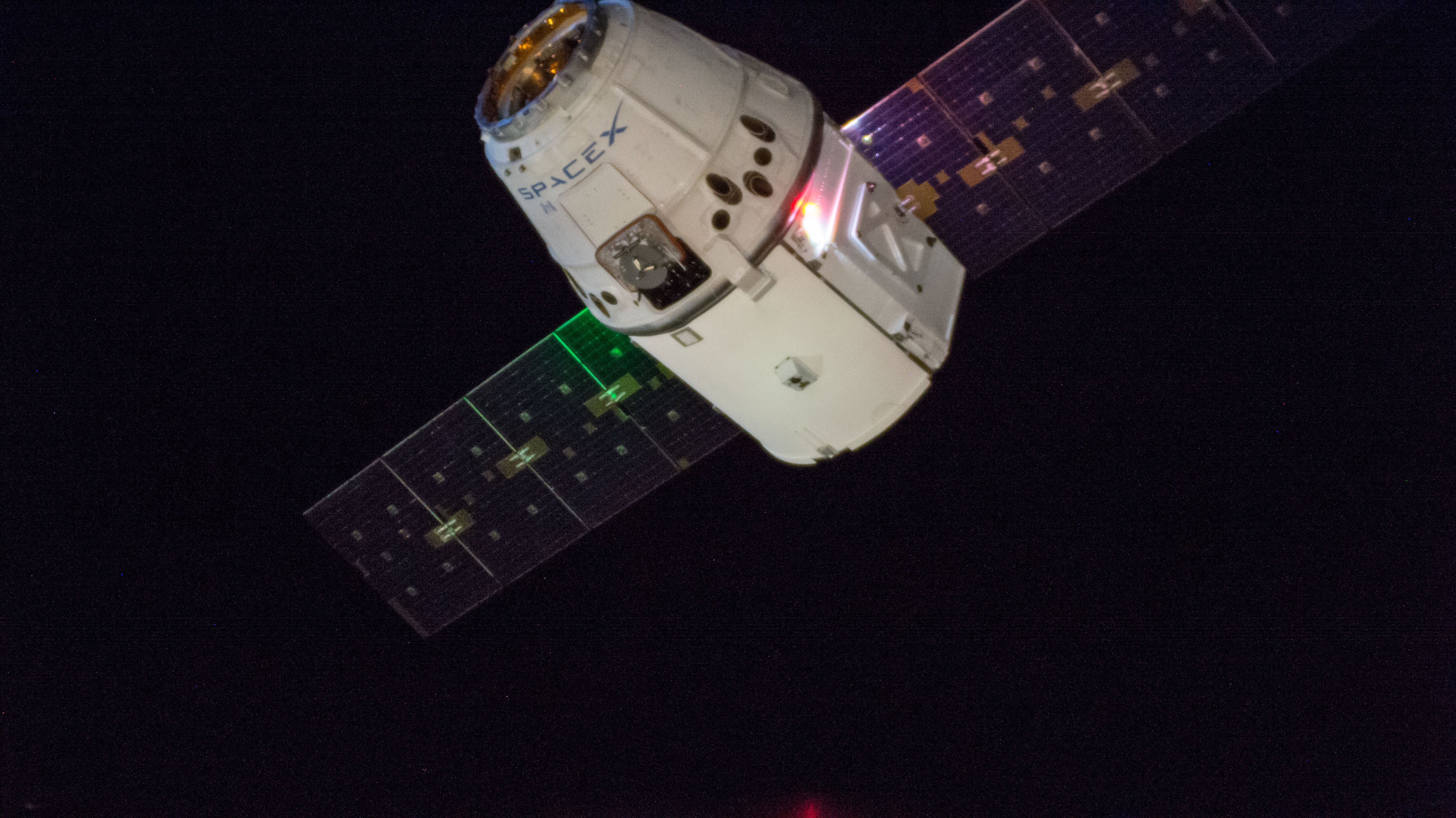
Момент відстиковки від МКС «SpaceX CRS-16» (14.01.2019)

20 грудня 2018 в 00:40 (UTC) корабель Союз МС-09 із трьома космонавтами на борту (Олександр Герст, Сергій Прокопьєв та Серіна Ауньйон-Ченселлор) відстикувався від МКС. З цього моменту розпочалася робота 58-ї експедиції у складі Олега Кононенка, Давида Сен-Жака та Енн Макклейн.
14 січня 2019 вантажний корабель «SpaceX CRS-16» відстикувався від станції та за шість годин успішно приводнився в Тихому океані. Він доставив на Землю відпрацьовані матеріали і результати наукових експериментів.
18 січня здійснено планову корекцію орбіти МКС. Для цього на 500 сек. було включено двигуни корабля «Прогрес МС-10», пристикованого до станції.
25 січня вантажний корабель Прогрес МС-09, який був пристикований до станції з 9 липня 2018 року, відстикувався та згорів у верхніх шарах атмосфери
8 лютого за допомогою Канадарм2 було відстиковано вантажний корабель «Cygnus CRS Orb-10», який був пристикований до станції з 19 листопада 2018 року.
26 лютого здійснено планову корекцію орбіти МКС. Для цього на 434 сек. було включено двигуни корабля «Прогрес МС-10», пристикованого до станції.
3 березня о 10:51 (UTC) до МКС вперше пристикувався приватний космічний корабель Dragon 2 компанії SpaceX — місія SpaceX DM-1. Це перший демонстраційний політ корабля, тому на його борту перебував манекен та було доставлено 180 кг продуктів харчування для членів експедиції-58. Стикування відбулося в автоматичному режимі.
8 березня о 7:30 (UTC) корабель SpaceX DM-1 відстикувався від станції, на ньому було відправлено на Землю результати деяких наукових експериментів. Через 6 годин він успішно приводнився в Атлантичному океані.
15 березня о 01:01 (UTC) до МКС пристикувався корабель Союз МС-12 із трьома космонавтами на борту (Олексій Овчинін, Тайлер Хейг та Крістіна Кох), він стартувув з Байконуру напередодні. На цьому завершилася робота експедиції-58.